# Jerte
Jerte ist eine westspanische Kleinstadt und eine Gemeinde (municipio) mit 1.200 Einwohnern (Stand: 2024) im Nordosten der Provinz Cáceres in der Autonomen Gemeinschaft Extremadura.

## Lage und Klima
Der ca. 605 m hoch gelegene Ort Jerte liegt im Tal des gleichnamigen Flusses in den Südhängen der Iberischen Gebirges nahe der Grenze zur Provinz Ávila in Altkastilien. Die nächstgelegene größere Stadt Plasencia befindet sich etwa 40 km (Fahrtstrecke) südwestlich; die in Kastilien gelegene Stadt Ávila ist ca. 115 km in nordöstlicher Richtung entfernt. Im Sommer ist das Klima meist warm, im Winter und in kalten Nächten kann die Temperatur jedoch auch auf Minusgrade fallen; Regen fällt in mehr als ausreichenden Mengen (ca. 1200 mm/Jahr).

## Bevölkerungsentwicklung
| Jahr      | 1857 | 1900 | 1950 | 2000 | 2021 |
| Einwohner | 1227 | 1297 | 1980 | 1302 | 1256 |

Irotz der Mechanisierung der Landwirtschaft sowie der Aufgabe bäuerlicher Kleinbetriebe („Höfesterben“) sind die Einwohnerzahlen der Gemeinde seit der zweiten Hälfte des 20. Jahrhunderts annähernd konstant geblieben.

## Wirtschaft
Die Wirtschaft der Gemeinde basiert hauptsächlich auf der Landwirtschaft (v. a von Kirschen), die hier und in den Nachbarregionen La Vera und Valle del Ambroz wegen der Höhenlage und der kühleren Temperaturen besonders gut gedeihen. Daneben spielt auch die Zucht von Schafen und Schweinen eine wichtige Rolle.

## Geschichte

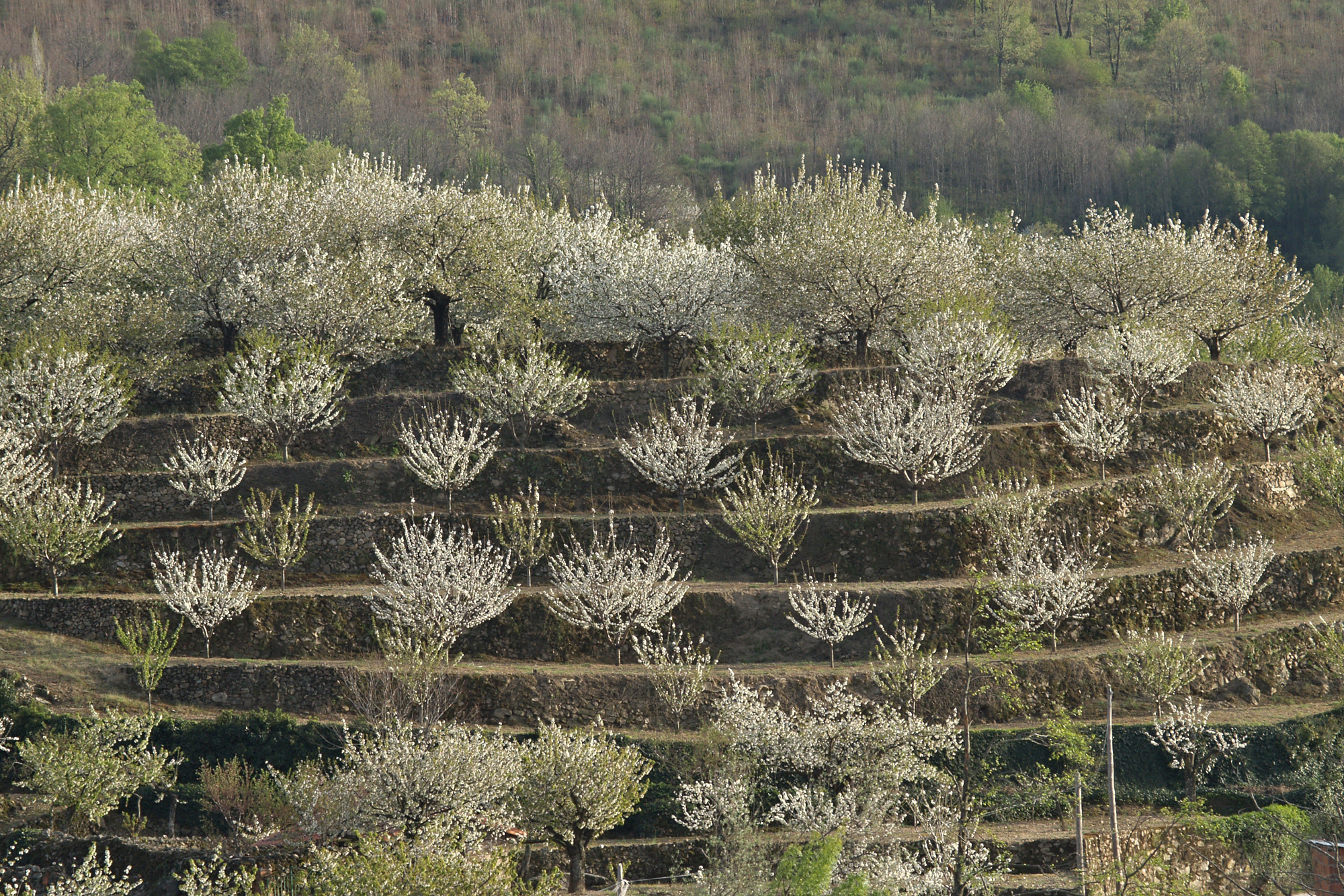
Kirschblüte bei Jerte

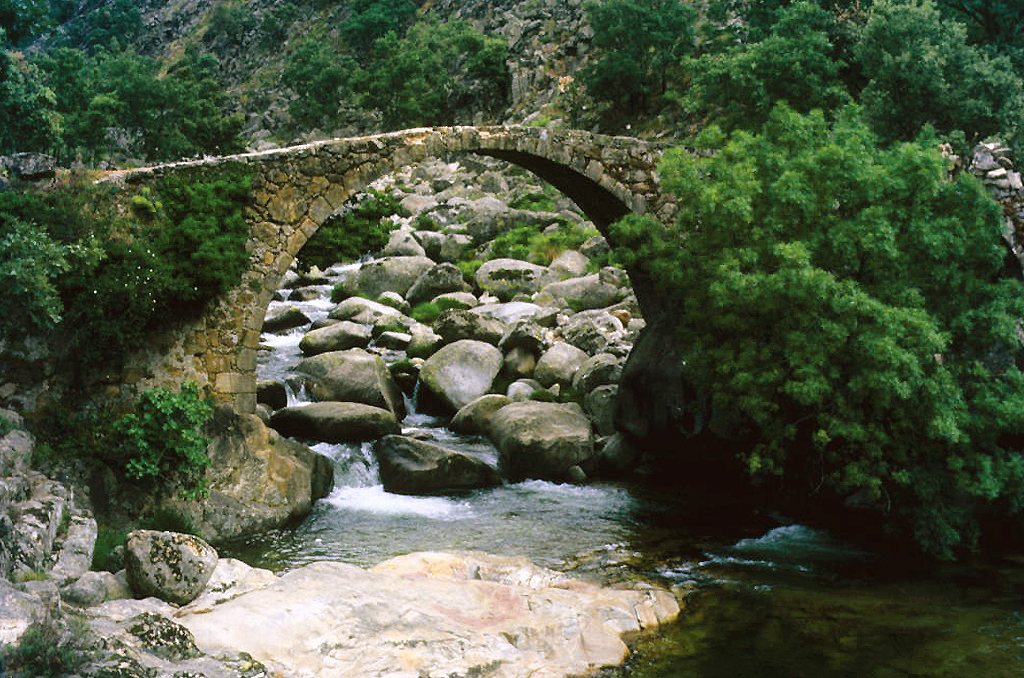
Mittelalterliche Brücke (Puente Carlos V.)

Prähistorische, römische und westgotische Spuren finden sich kaum. Die unter muslimischer Herrschaft stehende Region um Plasencia wurde im 12. Jahrhundert wiederholt von christlichen Heeren angegriffen, doch dauerte es bis zur Schlacht bei Las Navas de Tolosa (1212), dass die Mauren in der Region endgültig besiegt waren. Der Ort wird unter seinem alten (wahrscheinlich maurischen) Namen Xerete erstmals im Jahr 1564 erwähnt. Im Jahr 1699 erhielt er die Stadtrechte (villa), doch im Jahr 1809 wurde er von den Franzosen im Rahmen der Napoleonischen Kriege in Brand gesteckt.

## Sehenswürdigkeiten
- Die traditionelle Architektur im Zentrum des Ortes ist stark von der der umliegenden Bergdörfer beeinflusst: Das Erdgeschoss besteht zumeist aus Steinen, in den oberen Geschossen findet sich oft Fachwerk. Beinahe städtisch wirken die von Holzstützen getragenen Laubengänge (soportales) im Erdgeschoss. Einige Gassen sind überbaut.
- Im Ort befinden sich zahlreiche Brunnen (pozos) und Viehtränken (abrevaderos) – ein Hinweis auf den Wasserreichtum der Gegend.
- Die etwa 12 m breite, aber nur einschiffige Iglesia de Nuestra Señora de la Asunción entstand erst um die Mitte des 18. Jahrhunderts unter Verwendung der Bruchsteine eines zu klein gewordenen Vorgängerbaus. Lediglich die Ecksteine sind exakt behauen. Der Glockenturm (campanario) steht frei vor der Kirche, deren gewölbtes Inneres durch einen vergoldeten barocken Schnitzaltar und eine in ähnlicher Weise gestalteten Kanzel beeindruckt.
- Die Ermita del Cristo del Amparo entstammt derselben Zeit.[4]

Umgebung 
- Ca. 5 km südöstlich des Ortes quert eine einbogige mittelalterliche Steinbrücke den Gebirgsbach Arroyo de los Tres Cerros.